# Neotheronia aurata
Neotheronia aurata är en stekelart som beskrevs av Krieger 1905. Neotheronia aurata ingår i släktet Neotheronia och familjen brokparasitsteklar. Inga underarter finns listade i Catalogue of Life.